# Toppet dværgalk
Toppet dværgalk (latin: Aethia cristatella) er en fugleart, der lever på Stillehavets nordlige kyster.